# Ovizsaru
Az Ovizsaru (eredeti cím: Kindergarten Cop) 1990-ben bemutatott amerikai akció-filmvígjáték, melyet Ivan Reitman rendezett. A főbb szerepekben Arnold Schwarzenegger, Penelope Ann Miller, Pamela Reed és Linda Hunt látható.
Az Amerikai Egyesült Államokban 1990. december 21-én került mozikba. Bevételi szempontból sikert aratott, világszerte 202 millió dollárt termelt. A kritikusok összességében közepesre értékelték a filmet. 2016-ban jelent meg a folytatása, Ovizsaru 2. címmel. A SkyShowtime újraszinkronizáltatta a filmet.

## Rövid történet
Egy nyomozó kénytelen óvóbácsinak álcázni magát, hogy elfogjon egy veszélyes bűnözőt.

## Cselekmény
John Kimble (Arnold Schwarzenegger) rendőr négy éve dolgozik azon, hogy elkapja a gátlástalan drogárust, Cullen Crispet-et (Richard Tyson). Crisp végül börtönbe került, ám a kelleténél hamarabb szabadult. Miután végzett a koronatanúval, bujkáló felesége (Penelope Ann Miller) után ered, hogy közös fiukat elrabolja. John Kimble és társa mindent bevet, hogy időben kiderítse, melyik gyerek Crisp fia, hogy megvédjék apjától és az apát ismét börtönbe zárhassák. Ám az akció kezdete előtt John rendőrtársa megbetegedik, így végül Johnnak kell eljátszania az óvóbácsit az óvodában, hogy végig szemmel tarthassa a gyerekeket. A kezdeti nehézségek után sikerül összebarátkoznia a gyerekekkel és végül Cullen Crispet-et is sikerül elfognia.

## Szereposztás
| Szerep                               | Színész                     | Magyar hang         | Magyar hang        |
| Szerep                               | Színész                     | 1. szinkron (1991)  | 2. szinkron (2023) |
| ------------------------------------ | --------------------------- | ------------------- | ------------------ |
| John Kimble nyomozó                  | Arnold Schwarzenegger       | Gáti Oszkár         | Schneider Zoltán   |
| Joyce Palmieri / Rachel Myatt Crisp  | Penelope Ann Miller         | Tóth Éva            | Kardos Eszter      |
| Phoebe O’Hara nyomozó                | Pamela Reed                 | Várhegyi Teréz      | Solecki Janka      |
| Miss Schlowski                       | Linda Hunt                  | Tábori Nóra         | Bessenyei Emma     |
| Jillian - Sylvester anyja            | Cathy Moriarty              | Andai Györgyi       | Zakariás Éva       |
| Cullen Crisp                         | Richard Tyson               | Balkay Géza         | Tóth Roland        |
| Eleanor Crisp                        | Carroll Baker               | Tordai Teri         | N/A                |
| Dominic Palmieri / Cullen Crisp, Jr. | Christian és Joseph Cousins | ifj. Morassi László | N/A                |
| Samantha anyja                       | Park Overall                | N/A                 | N/A                |
| Zach anyja                           | Jayne Brook                 | Kiss Mari           | N/A                |
| Joshua anyja                         | Heidi Swedberg              | Vertig Tímea        | N/A                |
| Salazar százados                     | Richard Portnow             | Szokolay Ottó       | Albert Gábor       |
| Henry Shoop                          | Bob Nelson                  | Dózsa László        | Seder Gábor        |
| Légiutaskísérő                       | Angela Bassett              | N/A                 | N/A                |
| Emma                                 | Sarah Rose Karr             | N/A                 | N/A                |
| Joseph                               | Miko Hughes                 | Szalay Csongor      | N/A                |
| Sylvester                            | Ben Diskin                  | Szentesi Gergő      | N/A                |
| Larry                                | Adam Wylie                  | N/A                 | N/A                |
| Rosa                                 | Odette Yustman              | N/A                 | N/A                |

## Kritikai visszhang
A Rotten Tomatoes weboldalon az értékelése közepes (51%).